# Old Harbor (Alaska)
Old Harbor (Alutiiq: Nuniaq) ist ein Ort mit dem Status einer City im Kodiak Island Borough in Alaska. Das U.S. Census Bureau ermittelte bei der Volkszählung 2020 eine Einwohnerzahl von 216.

## Geographie
Old Harbor befindet sich an der Südostküste von Kodiak Island knapp 85 km südwestlich vom Inselhauptort Kodiak. Der Hafen wird durch die vorgelagerte Insel Sitkalidak Island geschützt. Eine kleine Salzwasserlagune trennt Old Harbor in einen südlichen und einen nördlichen Ortsteil. Eine Straße verbindet diese miteinander. Am Nordostrand von Old Harbor liegt der Flugplatz Old Harbor. Weiterhin gibt es eine Landestelle für Wasserflugzeuge. Old Harbor ist nur über den Luft- oder Seeweg erreichbar.

## Geschichte
Old Harbor liegt im traditionellen Stammesgebiet der Alutiiq. Die Russen unter Grigori Iwanowitsch Schelichow eroberten 1784 die Insel und errichteten nahe dem heutigen Standort von Old Harbor eine Siedlung namens „Three Saints Bay“ (Dreiheiligen-Bucht). Namensgeber war das Schiff Schelichows. 
Three Saints Bay war die erste russische Kolonie in Alaska. Die Siedlung wurde 1788 von einem Tsunami zerstört. Wenig später kamen noch zwei Erdbeben hinzu, so dass die Gemeinde 1793 an die Nordostküste der Insel zog, nach Saint Paul’s, dem heutigen Kodiak.
1884 wurde die Gemeinde “Staruigayan” (russisch für „Old Harbor“ / „alter Hafen“) nahe dem ursprünglichen Standort von Three Saints Bay gegründet. 1932 kam ein Postamt hinzu. Das Karfreitagsbeben 1964 mit seinen begleitenden Tsunamis zerstörte die Gemeinde. Nur die Kirche und zwei Wohnhäuser blieben erhalten. Der Ort wurde wiederaufgebaut. 1966 erhielt Old Harbor den Status einer „City“. 
Die Gemeinde lebt heute von kommerziellem Fischfang und von Subsistenzwirtschaft (Fischerei und Jagd).

## Demografie
Zum Zeitpunkt der Volkszählung im Jahre 2020 (U.S. Census 2020) hatte Old Harbor 216 Einwohner auf einer Landfläche von 41,93 km². Von den Einwohnern waren 22 Weiße, 178 Indigene sowie 2 Asiaten.
Beim Zensus im Jahr 2000 wurden 237 Einwohner gezählt, 2010 waren es 218. Die Bevölkerungsentwicklung war in den letzten Jahren leicht rückläufig.